# Cooperativa del Camp de Vinaixa
La Cooperativa del Camp de Vinaixa és una obra de Vinaixa (Garrigues) inclosa a l'Inventari del Patrimoni Arquitectònic de Catalunya.

## Descripció
És un complex d'edificis de diversos moments d'estètica força austera, són bàsicament funcionals. Estan estructurats en planta baixa i com a molt dos pisos, depenent de la nau de la que es parli. Les cobertes són a dues aigües amb teula àrab. Tenen àmplies sales adossades a un nucli més antic, distingible pel material. L'edificació original és de carreus de pedra sense treballar disposats en filades. En una segona campanya, se li adossa un gran edifici de maó. La última construcció afegida és un magatzem de blocs de formigó, fet a finals dels vuitanta. A grans trets, trobem a la planta baixa la venda i elaboració del producte, a la primera hi ha les oficines i a la segona, els cups.

## Història
La primera seu de la cooperativa l'hem d'anar a buscar a cal Tarrós (c. Major, 48), al molí d'oli. Es fundà el 1919, aleshores elaboraven vi i oli. A partir dels anys vint, desapareix aquest molí d'oli i a la població tan sols hi haurà el del sindicat. Abans de la guerra civil (1936-1939), però, els dos molins s'havien fusionat, constituint la base de la posterior cooperativa. Després del conflicte bèl·lic la societat passa a anomenar-se el Porvenir, nom que es manté a nivell fiscal tot i que en l'actualitat s'anomena "Cooperativa del camp Societat catalana limitada". Fins al 1989 feien servir maquinària tradicional per a l'elaboració de l'oli: pedres, esportins, premses, etc.